# الکساندر کنراد
الکساندر کنراد (انگلیسی: Alexander Conrad؛ زادهٔ ۱۵ نوامبر ۱۹۶۶) بازیکن فوتبال اهل آلمان است.
از باشگاه‌هایی که در آن بازی کرده‌است می‌توان به باشگاه فوتبال اف‌اس‌وی فرانکفورت، باشگاه فوتبال قوت-وایس ارفورت، باشگاه فوتبال آینتراخت فرانکفورت، و باشگاه فوتبال بروسیا دورتموند اشاره کرد.
وی همچنین در تیم ملی فوتبال زیر ۲۱ سال آلمان بازی کرده‌است.